# Пропавший (телесериал, 2012)
«Пропа́вший» (англ. Missing) — американский сериал канала ABC с Эшли Джадд в главной роли. Премьера состоялась в середине сезона 2011/12 телевизионного сезона. Сериал состоит из десяти эпизодов. Премьера состоялась 15 марта 2012 года.
11 мая 2012 года ABC закрыл сериал.

## Сюжет
История о беспокойной матери (Эшли Джадд), которая отправляется в Европу, чтобы разыскать своего сына (Ник Эверсман), после того как он исчез во время летней стажировки в Италии. Она отставной агент ЦРУ и будет использовать любые средства, чтобы вернуть своего сына.

## В ролях

### Постоянные персонажи
- Эшли Джадд — Ребекка Уинстоун
- Клифф Кёртис — агент Дэкс Миллер
- Шон Бин — Пол Уинстоун
- Ник Эверсман — Майкл Уинстоун
- Адриано Джаннини — Джанкарло Росси
- Тереза Ворискова — Оксана

### Второстепенные персонажи
- Лора Доннелли — Вайолет Хит
- Онжаню Эллис — Мэри Дрезден
- Джессика Бун — Рабия
- Калеб Бартон Смит — Майкл Уинстоун в детстве
- Карел Добрый — бариста

## Реакция

### Отзывы критиков
Пилотный эпизод получил нейтральные отзывы от большинства телевизионных критиков и имеет средний бал 56 из 100 от Metacritic.

### Телевизионные рейтинги
Пилотный эпизод привлек 10,6 млн зрителей, что стало самым сильным дебютом драматического сериала на канале в восемь вечера с сентября 2010 года.

## Эпизоды
| Номер | Название                           | Режиссёр    | Сценарист      | Оригинальная дата трансляции | Зрители в США (в миллионах) |
| --- | ---------------------------------- | ----------- | -------------- | ---------------------------- | --------------------------- |
| 1 | «Pilot»                            | Стивен Шилл | Грегори Пуарье | 15 марта 2012                | 10.60                       |
| Майкл Уинстоун учится в Риме, изучая архитектуру. Ребекка Уинстоун, его мать и бывший агент ЦРУ ежедневно общается с ним по телефону, но когда проходит несколько недель без связи она понимает что с её сыном что то случилось. После звонка в университет она узнает, что Майкл не посещал занятия несколько недель, и вследствие этого она решает отправиться в Рим на поиски сына всеми возможными способами. |                                    |             |                |                              |                             |
| 2 | «The Hard Drive»                   | Стивен Шилл | Грант Шарбо    | 22 марта 2012                | 8.81                        |
| 3 | «Ice Queen»                        | Неизвестно  | Неизвестно     | 29 марта 2012                | 7.87                        |
| 4 | «Tell Me No Lies»                  | Неизвестно  | Неизвестно     | 5 апреля 2012                | 7.24                        |
| 5 | «The Three Bears»                  | Неизвестно  | Неизвестно     | 12 апреля 2012               | 7.91                        |
| 6 | «A Busy Solitude»                  | Неизвестно  | Неизвестно     | 19 апреля 2012               | 7.23                        |
| 7 | «A Measure of a Man»               | Неизвестно  | Неизвестно     | 26 апреля 2012               | 6.98                        |
| 8 | «Answers»                          | Неизвестно  | Неизвестно     | 3 мая 2012                   | 6.32                        |
| 9 | «Promises»                         | Неизвестно  | Неизвестно     | 10 мая 2012                  | 6.37                        |
| 10 | «Rain on the Evil and on the Good» | Неизвестно  | Неизвестно     | 17 мая 2012                  | 6.53                        |